# アキ子
アキ子（1949年 - 2006年7月24日）は、タイ出身のメスのアジアゾウである。
1954年に来日し、アキ子と名付けられる。5歳年上のキク子（1950年来日）とともに阪神パークで人気を集める。2003年の閉園後には千葉県の市原ぞうの国に引き取られ、晩年を過ごした。
老衰のため2006年7月24日に57歳で死去。